# Nilo Faldon
Nilo Faldon (Pieve di Soligo, 16 novembre 1921 – Conegliano, 19 maggio 2016) è stato un presbitero e scrittore italiano.
Figlio di un muratore e di una ostetrica, oltre ad esercitare il ministero sacerdotale (dal 1944 a Conegliano, dove ha anche insegnato religione nelle scuole statali), è stato ricercatore, bibliofilo e paleografo. Come archivista ha avuto l'occasione di avere a portata di mano importanti documenti e di ricavarne dei libri, fra i quali spiccano per la loro importanza Gli Antichi Statuti e le Provvisioni Ducali della Magnifica Comunità di Conegliano, gli uni del 1488 e le altre del 1610, che egli ha studiato, interpretato, tradotto dal latino in italiano, commentato e fatto ristampare in edizione anastatica. Inoltre si è occupato delle opere del grammatico cinquecentesco Alessandro Citolini da lui ritrovate a Londra, della nascita della scuola elementare e del catastico.
Un'altra sua passione è stata la millenaria pieve longobarda di San Pietro di Feletto (TV) per i suoi affreschi, fra i quali all'esterno il Cristo della Domenica ferito dagli attrezzi e dalle occupazioni illecite del giorno di festa (uno dei pochi esemplari di questo soggetto in Italia) e all'interno gli articoli del Credo. 
Ha scritto anche un'opera autobiografica ed è stato conferenziere. Per la sua attività ha ricevuto la medaglia d’oro della città di Conegliano, conferita dal sindaco, e quella dei benemeriti della scuola, della cultura e dell’arte, conferita dal Presidente della Repubblica, nonché il titolo di monsignore quale canonico onorario della cattedrale.
Era membro della fondazione "Cima da Conegliano", dell'Ateneo di Treviso e della Deputazione di Storia Patria per le Venezie.
In occasione del primo anniversario della morte è stato solennemente commemorato a Conegliano dal vescovo diocesano e dalla studiosa Nadia Lucchetta.

## Opere
- La millenaria Pieve di San Pietro di Feletto, Tipografia del Seminario, Vittorio Veneto, 1965 (e successive edizioni aggiornate fino al 1988)
- San Rocco di Conegliano, Tipse, Vittorio Veneto, 1968
- Gli Antichi Statuti e le Provvisioni Ducali della Magnifica Comunità di Conegliano a cura di Nilo Faldon, Città di Conegliano, 1973
- Don Vincenzo Botteon e Antonio Aliprandi primi biografi di Giambattista Cima da Conegliano, Canova, Treviso, 1977
- Rua di Feletto, Tipse, Vittorio Veneto, 1977
- L'eco dei racconti del nonno, con Catastico dell'eremo camaldolese del colle Capriolo del Feletto, De Bastiani, Vittorio Veneto, 1980 e 1984.
- Mons. Angelo Folegot già arciprete di Ceggia, Tipse, Vittorio Veneto, 1981
- Adolfo Vital (1873-1944), Stamperia comunale, Conegliano, 1983
- Conegliano nella storia e nella cronaca, Stamperia comunale, Conegliano, 1983
- Le Torri di Credazzo a Farra di Soligo nel Trevigiano, De Bastiani, Vittorio Veneto, 1983
- Vecchie cartoline di Conegliano, De Bastiani, Vittorio Veneto, 1985
- L'archivio storico comunale di Conegliano, Stamperia comunale, Conegliano, 1985
- L'archivio storico comunale di Conegliano e i vari archivi collaterali, Stamperia comunale, Conegliano, 1986
- Giambattista Cima da Conegliano, in collaborazione con Francesco Valcanover, Fondazione Giambattista Cima, Conegliano, 1986
- Giovanni Paolo II a Vittorio Veneto: nel ricordo di papa Luciani, Curia Vescovile, Vittorio Veneto, 1986
- Nascita e sviluppo della scuola elementare per tutti nei paesi della diocesi di Ceneda oggi Vittorio Veneto, Tipse, Vittorio Veneto, 1988
- Alessandro Citolini da Serravalle e la Lettera de la lingua volgare, Battivelli, Conegliano, 1990
- La pieve rurale di San Pietro di Feletto nel contesto storico di Conegliano, (a cura di Nadia Lucchetta), De Bastiani, Godega di Sant'Urbano, 2005